# طبيرة
طبيرة أو (نقحرة: تاويرا) (بالبرتغالية: Tavira‏) هي مقاطعة برتغالية تقع في البرتغال في محافظة فارو. يقدر عدد سكانها بـ 26,167 نسمة ومساحتها 606.97 كم2. كانت عاصمة طائفة طبيرة.

## المدن التوأمة
مدينة Łańcut هي مدينة توأمة لطبيرة.

## أعلام
- أبو عثمان سعيد بن الحكم القرشي